# Fosa de las Caimán

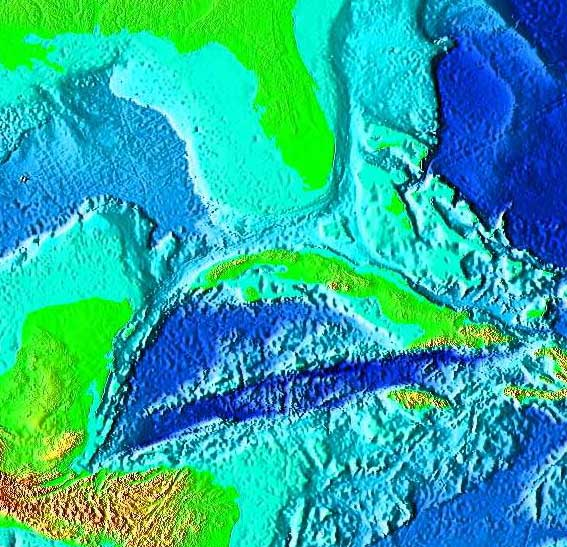
Imagen satelital de la fosa de las Caimán.

La Fosa de las Caimán, o Fosa de Bartlett es una compleja zona de falla transformante que posee una pequeña elevación divergente en el lecho marino de la zona oeste del mar Caribe entre Jamaica y las islas Caimán.

## Descripción

### Natural
La fosa forma parte de la frontera tectónica entre la placa Norteamericana y la placa del Caribe. Se extiende desde el paso de los Vientos, cruzando al sur de la sierra Maestra en Cuba hacia Honduras. El accidente geográfico continúa en tierra firme, allí se lo denomina falla de Motagua que atraviesa Guatemala y penetra en el océano Pacífico donde se interseca con la zona de subducción de la fosa Mesoamericana. Esta fosa es relativamente angosta y corre en dirección este-noreste a oeste-suroeste. La fosa posee una profundidad máxima de 7686 m, siendo el punto más profundo del mar Caribe. Dentro de la fosa existe una elevación submarina que se desarrolla lentamente en dirección N-S, que podría ser el producto de una falla de aproximadamente 420 km de longitud montada sobre la falla principal. 
Durante el Eoceno la fosa alojaba una zona de subducción que formó el arco volcánico de la cordillera de las Caimán y el terreno volcánico de la sierra Maestra de Cuba al norte. Al desplazarse en dirección noreste la placa del Caribe sufrió una subducción a lo largo de la microplaca Cubana (Sigurdsson).

### En las películas
La película de ciencia ficción The Abyss, (filmada en 1989), está ambientada en las profundidades de esta fosa.

## Frontera
La fosa está dividida administrativamente entre Cuba, Jamaica, Honduras y Reino Unido —mediante el territorio de las Islas Caimán—.